# Audio Two

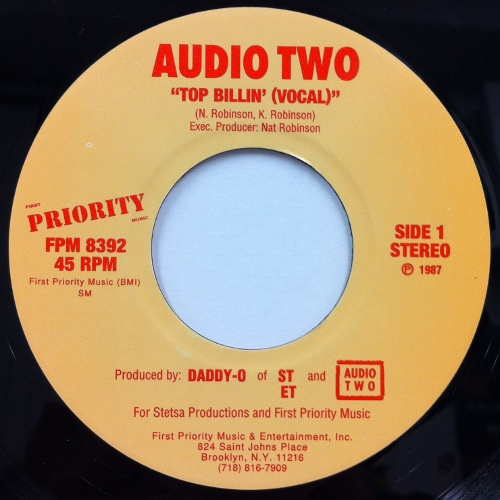

Audio Two est un groupe de hip-hop américain de rap, originaire de Brooklyn, à New York. Composé du rappeur Kirk « Milk Dee » Robinson et du disc jockey Nat « Gizmo » Robinson, le duo est surtout connu pour son single Top Billin'.

## Biographie
Audio Two publie son premier single, Make it Funky, en 1987, mais il s'agit de la face B de Top Billin', un single à succès qui popularisera le groupe et sera une véritable influence dans la scène hip-hop. Le beat — composé par Milk Dee et produit par Daddy-O de Stetsasonic — et les paroles de Milk Dee construisent les albums du groupe : leur premier album, What More Can I Say? en 1988, et leur deuxième, I Don't Care: The Album en 1990, reprennent les paroles de leur chanson. Le single extrait de ce dernier, Whatcha Lookin' At?, est, selon AllMusic, « la chanson la plus homophobe de leur catalogue. » L'album atteint la 74e place des  R&B Albums sur Billboard. Les singles de leur second album, I Get the Papers et On the Road Again, sont des hits modérés. Le marché du hip-hop s'intéresse désormais au gangsta rap, et Audio Two arrivent difficilement à conserver un contrat avec un label, et à garder leurs fans. Un troisième album, First Dead Indian, est prévu pour 1992 et clôt la carrière du groupe.
En 2007, Milk Dee enregistre un verset d'un remix du titre I Get Money de 50 Cent. Gizmo d'Audio Two est désormais ingénieur-son sous le nom de You Can Ask Giz. Il participe notamment à des albums de Donell Jones, Calvin Richardson, Jaheim et Tyrese.

## Discographie

### Albums studio
- 1988 : What More Can I Say?
- 1990 : I Don't Care: The Album
- 1992 : First Dead Indian

### Singles
- 1987 : Top Billin'
- 1988 : Hickeys Around My Neck
- 1988 : I Don't Care
- 1988 : Many Styles / The Questions
- 1989 : I Get the Papers
- 1990 : On the Road Again / Interlude One